# Freud (Band)
Freud ist eine österreichische Pop-Band aus Wien. Sie ging 2007 aus der Band The O5 hervor.

## Bandgeschichte
Im Jänner 2007, kurz nach der Auflösung der Punk-Band The O5, beschlossen Axel Freud und Oliver Damms weiter gemeinsam Musik machen zu wollen und gründeten gemeinsam die Band Freud. Von Beginn an war klar, dass man sich nach einer berühmten Persönlichkeit benennen wollte. Man experimentierte mit den Nachnamen von Oscar Wilde und Jochen Rindt, entschloss sich aber schließlich dazu, sich nach Sigmund Freud zu benennen, der im 9. Bezirk von Wien eine Praxis unterhielt, wo die Band auch ihren Proberaum hat. Der Rest der Band kam aus verschiedenen österreichischen Bands zusammen.
Freud veröffentlichte erste Songs auf den Singles Sex You Again/Beep That Girl sowie Kiss Me 4 Times / Plus Minus (beide über Cheap Records). Diese fanden Anklang bei den österreichischen Radio- und Fernsehsendern FM4 und gotv und belegten die ersten Plätze auf diversen Indiecharts. 2009 erschien ihr Debütalbum Best.Most.Beautiful über Cheap Records.
2012 kamen Vinzenz Schüler (Bass) und Marie Augustin (Keyboard) in die Band. 2014 erschien das zweite Album Yesterday Today Tomorrow über Recordbag. Das Album wurde in einem Hamburger Yeah! Yeah! Yeah!-Studios auf Equipment aus den 60er bis 80er Jahren eingespielt. Die Produktion übernahm Dennis Rux (unter anderem Trashmonkeys).

## Stil
Ursprünglich aus einer Punkband entstanden, beschloss die Gruppe nun eher Pop zu machen. Allerdings befinden sich immer noch punkige Elemente in der Musik. Weitere Genres, die Einfluss hatten, sind 60er-Beat, Disco und Glamrock sowie auf neueren Veröffentlichungen auch Reggae. Die Band bezeichnet ihren Stil daher als „Pop’n’Roll“. Musikalisch versucht man zu unterhalten, schreibt also keine depressiven Lieder, versucht aber dennoch ein gewisses Niveau zu halten und zum Nachdenken anzuregen.

## Diskografie

### Alben
- 2009: Best Most Beautiful (Cheap Records / Hoanzl)
- 2014: Yesterday Today Tomorrow (Recordbag)

### EPs und Singles
- 2008: SeX You Again / Beep That Girl (7’’, Cheap Records)
- 2009: Kiss Me 4 Times / Plus Minus (7’’, Cheap Records)
- 2014: Disco Beat (7’’, Recordbag)
- 2014: I Fought the Law (7’’, Recordbag)
- 2014: Greetings from Freud (Flexi-Disc, Recordbag)

### Exklusive Samplerbeiträge
- 2009: Last Another Day auf FM4 Soundselection 20 (Sony Music)